# 伊川青年駅
伊川青年駅（イチョンチョンニョンえき）は、朝鮮民主主義人民共和国江原道伊川郡にある、朝鮮民主主義人民共和国鉄道省の駅である。集中貨物駅として、伊川郡のほか鉄原郡・板橋郡・法洞郡の貨物を取り扱っている。

## 隣の駅
朝鮮民主主義人民共和国鉄道省
青年伊川線
松亭駅 - 伊川青年駅 - 文童青年駅